# Mámoa

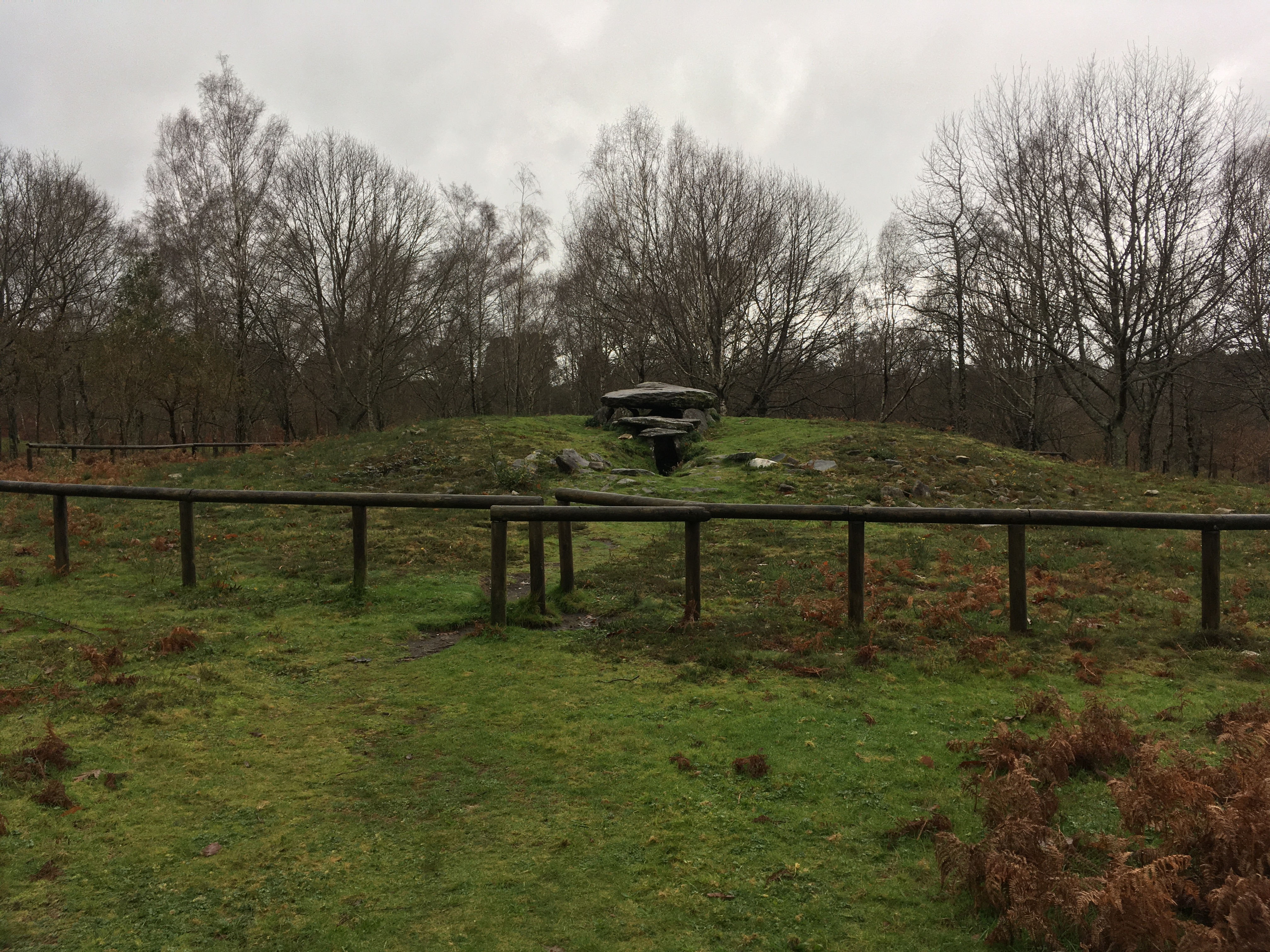
Mámoa do Rei (Vilaboa)

Mámoa bzw. Mamoa heißen im Volksmund und in der archäologischen Fachsprache die etwa 5000 Hügel über den Megalithanlagen im spanischen Galicien und in Nordportugal. Daneben sind Bezeichnungen wie Medoña, Medorra, Mota oder Meda in Gebrauch.
Die Größe der runden oder ovalen künstlichen Erdhügel, die auch Steine enthalten können und einer oder mehrerer Grabstätten markieren, variiert meist zwischen 10 und 30 Metern und 1 oder 2 Metern in der Höhe, obwohl es welche gibt, die fast 60 Meter Durchmesser und eine Höhe von 6 Metern erreichen.

## Etymologie und Geschichte
Der Name Mámoa stammt von den Römern, die den Monumenten den Namen Mammulas gaben, aufgrund ihrer Ähnlichkeit mit dem Schoß einer Frau. Der Durchmesser einer Mámoa beträgt zwischen 10 und 30 m. Ihre Form und Größe haben die einst halbkugelförmigen Mámoas, die teils komplizierte Bauwerke aus Erde mit Steineinbauten waren, wegen der Erosion und der Raubgrabungen eingebüßt. Alle Mámoas sind beraubt worden und fast alle sind in sehr schlechtem Zustand.

Mámoa
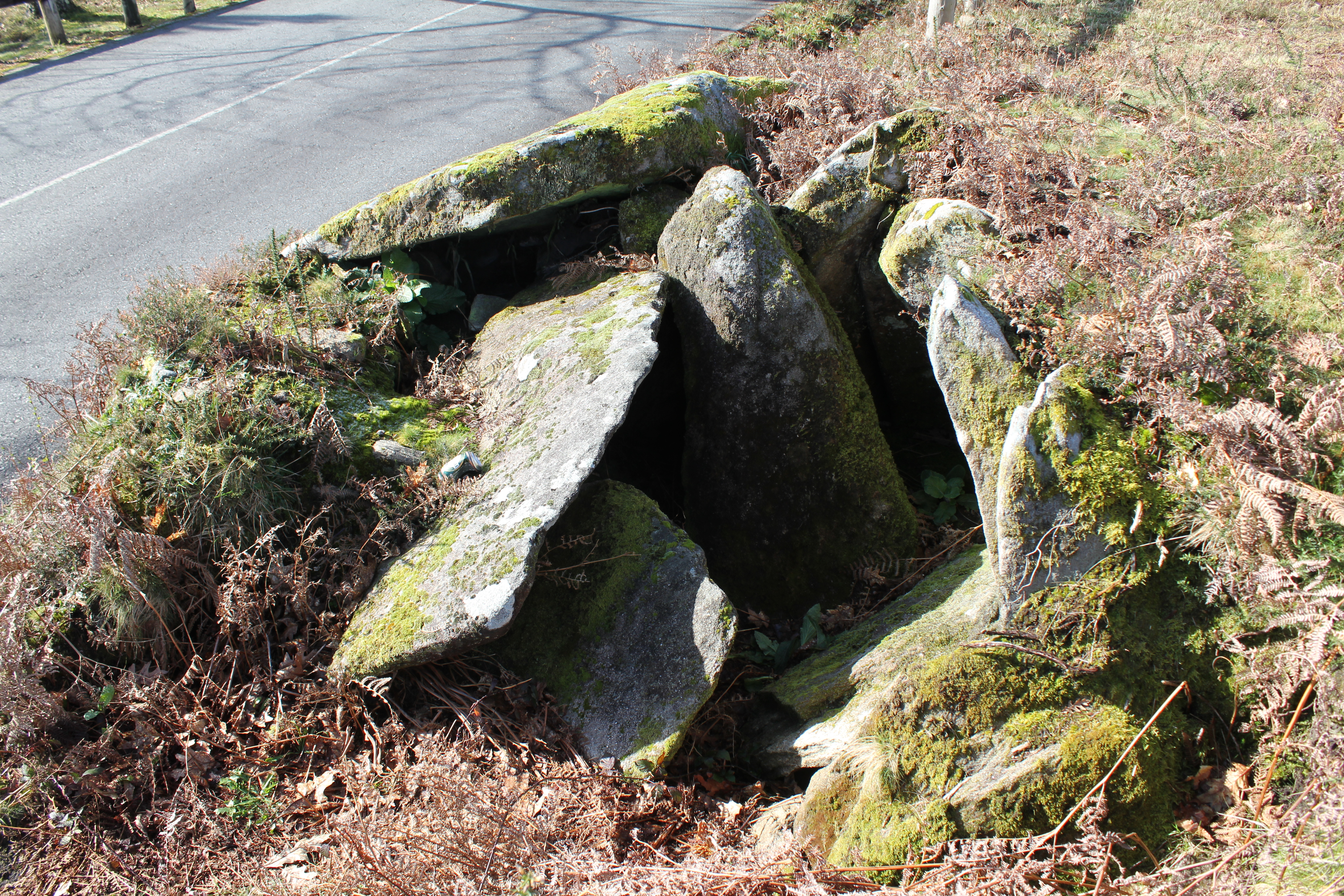
Mámoa von Pedralonga
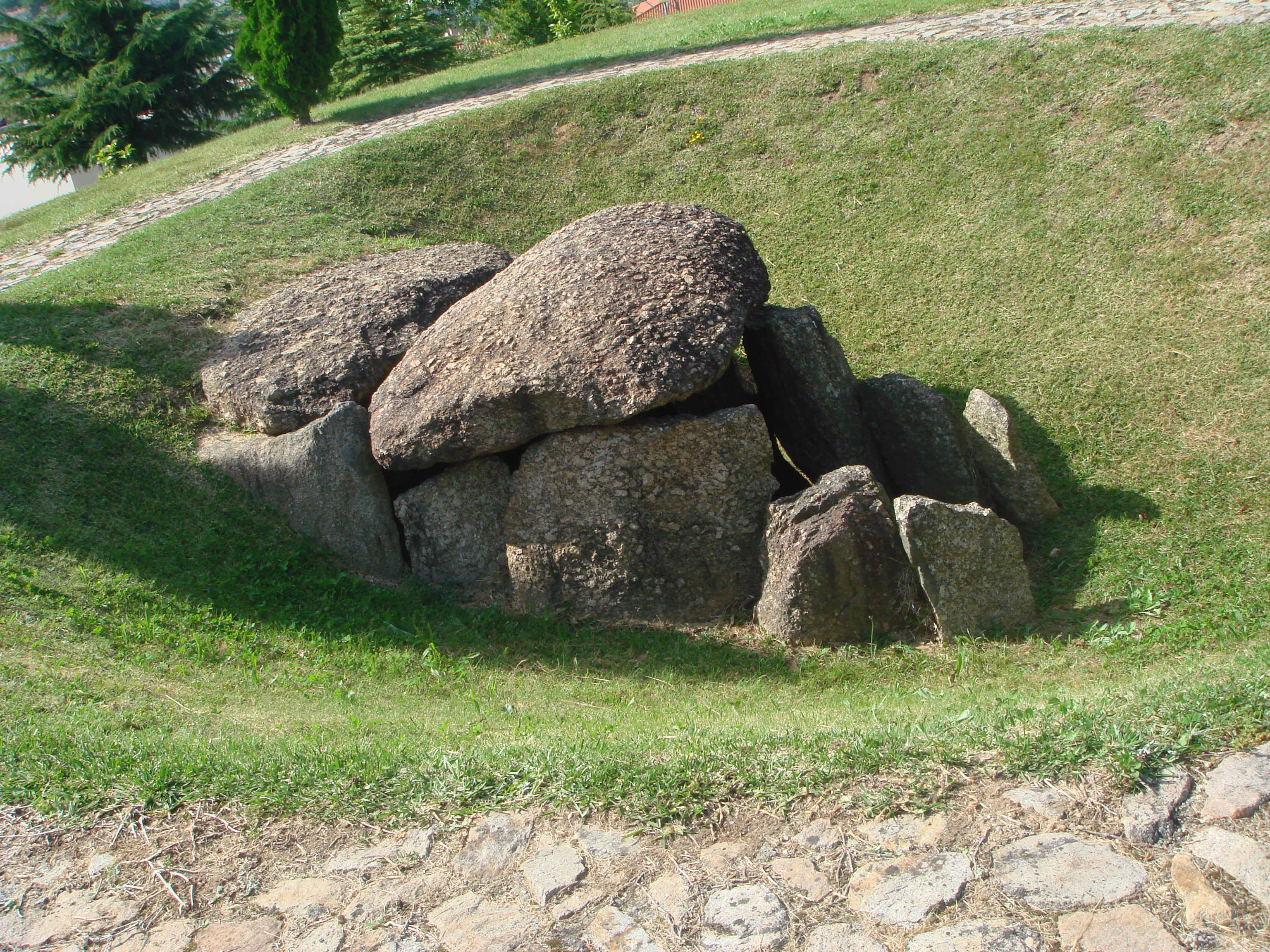
Mámoa von Lamas
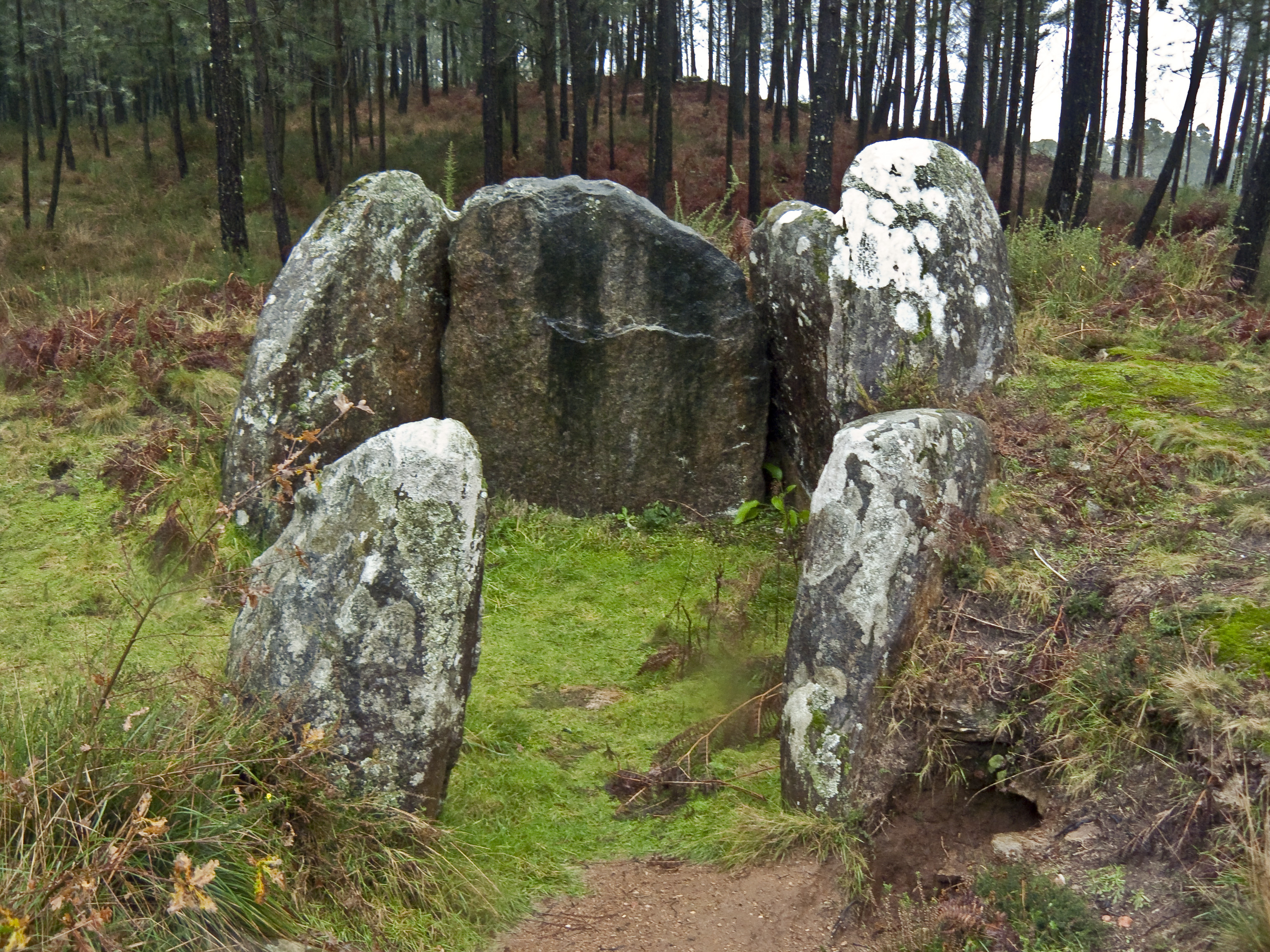
Mámoa do Rei (Trasmañó)
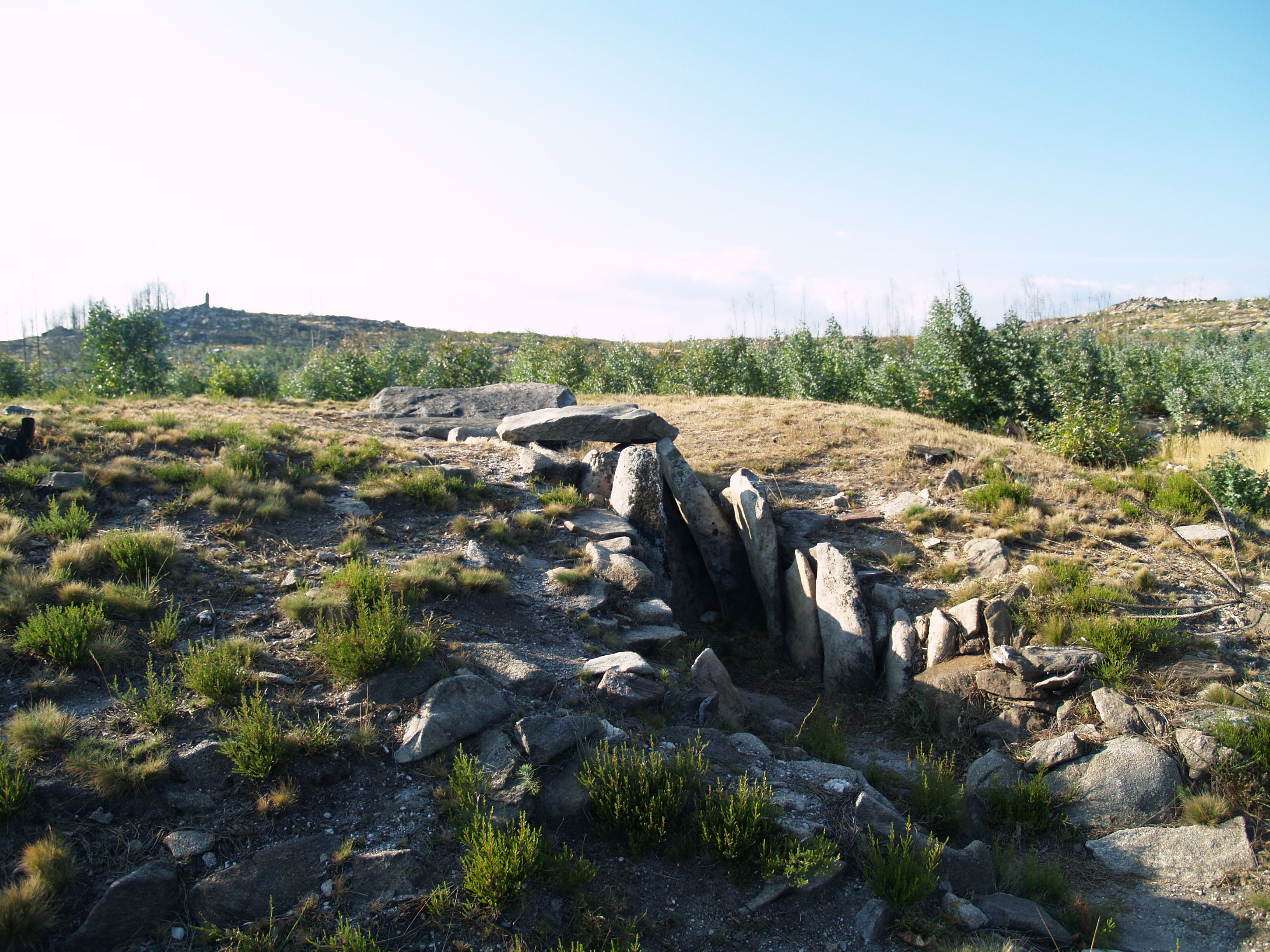
Capela dos Mouros

Die von Mámoas bedeckten Megalithanlagen werden, ähnlich wie in Portugal, mit dem Galicien bis zum Duero eine vorgeschichtliche Einheit zu bilden scheint, als Anta, Antela, Arca, Arqueta, Arquiaña, Pedra de Arca, Forno oder Capela bezeichnet. Die megalithischen Anlagen
1. sind zunächst ganglose polygonale Konstruktionen (Antas 6 + 7 von Mourela, Chao de Arqueta)
2. haben ab dem Mittelneolithikum kurze, oft nach Osten gerichtete Gänge (Anta da Pisosa, Cova da Moura in Argalo, Capela dos Mouros, Mámoa von Chan da Arquiña, Casa dos Mouros und der Dolmen von Dombate)
3. erhalten im Spätneolithikum wieder ganglose, kistenartige Formen (Anta da mámoa 39 de Ortigueira, Anta da mámoa 229 de Vilavella, Casota de Freas in Berdoias, Sáa de Parga)

## Siedlungen
Die sauren Böden und die enorme Siedlungsdichte haben dafür gesorgt, dass bisher keine Wohnbauten oder gar Siedlungen entdeckt wurden. Das Dilemma besteht auch in der unzureichenden Datierung. Es ist nicht einmal belegbar, dass es in Galicien ein jungsteinzeitliches Prämegalithikum, das ansonsten beinahe überall vorhanden ist, gegeben hat. Die Probleme bestehen darin, dass vor der Megalithphase
1. Getreideanbau und Waldrodung nachzuweisen, Haustierhaltung jedoch nicht zu belegen sind
2. die benutzten Rundbeile nicht in Fundzusammenhängen stehen und die Form zwar als neolithisch anzusehen, der Gesamtkontext aber ungesichert ist
3. in den oberen Fundschichten von Reiro atypische Keramikscherben und Steingeräte gefunden wurden, die auf epipaläolithische Akkulturation hinweisen
4. unter Abris auf der Halbinsel Moraza (auch Morazza) prämegalithische Keramik gefunden wurde, die es auch auf dem Muschelhaufen von Molto do Sabastião und auf neolithischen Fundplätzen in der Estremadura gibt
5. es bisher außer den aus organischen Materialien hergestellten Hütten auf der Halbinsel Moraza (O Regueiriño, Fontenla), die zeitlich nicht einzuordnen sind, keinen Siedlungsnachweis gibt